# Babylon by Bus
Babylon by Bus ist ein Album von Bob Marley und seiner Band, das 1978 veröffentlicht wurde. 

## Hintergrund
Nach Live! ist dies das zweite Album Marleys, das aus Konzertmitschnitten besteht. Nach dem großen Erfolg von Live! und der ersten Welttournee von Marley stieg das weltweite Interesse an ihm und seinen Konzerten. Die Mitschnitte des Albums stammen aus Konzerten in Europa, vor allem aus jenem im Pavillon de Paris am 22. Juni 1978.

## Titelliste
1. Positive Vibration (Vincent Ford) – 5:50
2. Punky Reggae Party (Bob Marley, Lee Perry) – 5:51
3. Exodus (Bob Marley) – 7:41
4. Stir It Up (Bob Marley) – 5:17
5. Rat Race (Rita Marley) – 3:41
6. Concrete Jungle (Bob Marley) – 5:37
7. Kinky Reggae (Bob Marley) – 4:46
8. Lively Up Yourself (Bob Marley) – 6:18
9. Rebel Music (Aston Barrett, Hugh Peart) – 5:20
10. War/No More Trouble (Allen Cole, Carlton Barrett, Bob Marley) – 5:28
11. Is This Love? (Bob Marley) – 7:27
12. Heathen (Bob Marley) – 4:29
13. Jamming (Bob Marley) – 5:54

## Kommerzieller Erfolg

### Chartplatzierungen
| ChartsChartplatzierungen       | Höchstplatzierung | Wochen |
| ------------------------------ | ----------------- | ------ |
| Deutschland (GfK)              | 30 (8 Wo.)        | 8      |
| Vereinigte Staaten (Billboard) | 102 (16 Wo.)      | 16     |
| Vereinigtes Königreich (OCC)   | 40 (11 Wo.)       | 11     |

### Auszeichnungen für Musikverkäufe
| Land/Region                  | Auszeichnungen für Musikverkäufe (Land/Region, Auszeichnung, Verkäufe) | Verkäufe |
| ---------------------------- | ---------------------------------------------------------------------- | -------- |
| Deutschland (BVMI)           | Gold                                                                   | 250.000  |
| Frankreich (SNEP)            | Platin                                                                 | 300.000  |
| Neuseeland (RMNZ)            | 2× Platin                                                              | 40.000   |
| Niederlande (NVPI)           | Platin (Ariola Benelux B.V.) · + Gold (Mercury Records BV)             | 140.000  |
| Vereinigtes Königreich (BPI) | Gold                                                                   | 100.000  |
| Insgesamt                    | 3× Gold · 4× Platin ·                                                  | 830.000  |

Hauptartikel: Bob Marley/Auszeichnungen für Musikverkäufe